# Béni Mellal
 (septembre 2018).
Pour les articles homonymes, voir Béni Mellal (homonymie).
Béni Mellal (en arabe : بني ملال Bani Mellal ; en tamazight : ⴰⵢⵜ ⵎⵍⵍⴰⵍ Ayt Mellal) est une ville située au centre du Maroc au pied du Moyen-Atlas, à la limite de la plaine de la Tadla. Avec une population avoisinant les 200 000 habitants, elle est la principale ville et le chef-lieu de la région de Beni Mellal-Khenifra. Ville ayant connu une croissance démographique significative au cours de la seconde moitié du XXe siècle, Béni Mellal tire profit de son statut de chef-lieu administratif, de la richesse de son terroir agricole, mais également de son nouveau statut de ville universitaire.

## Géographie

### Topographie

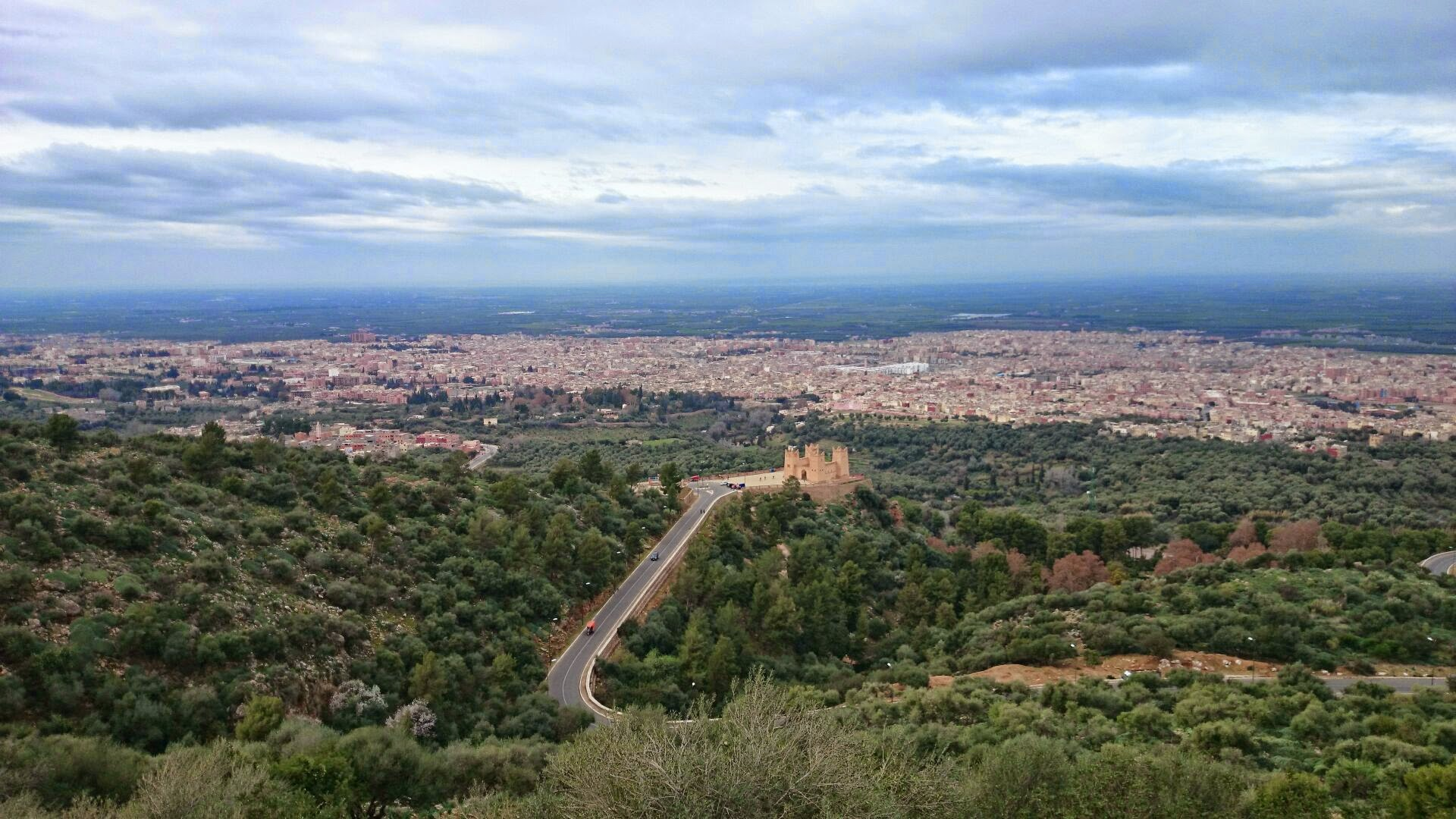
Vue de la ville depuis les collines, avec la Kasbah Bel Kouch au premier plan.

Béni Mellal est située entre 480 m et 620 m d'altitude, au pied du moyen-atlas et Haut-Atlas. La ville est dominée par le mont Tassemit (« le mont du froid » en langue Amazigh) au sud-est de la ville, culminant à une altitude de 2 240 m, et par le djebel Ghenyen, au sud de la ville, culminant à 2 411 m d'altitude. Les deux sommets sont généralement recouverts de neige de novembre à avril. Elle est longée au nord par l'oued Daï, petit affluent de l'Oum Errabiâ, qui conférait autrefois son nom à la ville. Elle est également la principale agglomération de la Tadla, bien qu'elle soit située en zone de piémont (dir), en limite de la plaine.

### Climat
Beni Mellal se caractérise par un climat continental, et la quantité de précipitations varie entre 350 et 650 mm selon les années. Les gelées ne sont pas rares en hiver ; on a enregistré −6 °C à Beni Mellal en janvier 2005. L'été est très chaud à cause des vents brûlants du sud-ouest-est (chergui) qui font augmenter le mercure au-dessus des 40 °C (47 °C en juillet 2007), les vagues de chaleur se terminant parfois par de violents orages qui rafraîchissent le sol surtout dans les zones montagneuses.
| Mois         | jan. | fév. | mars | avril | mai  | juin | jui. | août | sep. | oct. | nov. | déc. | année |
| ------------ | ---- | ---- | ---- | ----- | ---- | ---- | ---- | ---- | ---- | ---- | ---- | ---- | ----- |
| T. min. moy. | 3,6  | 4,6  | 7,1  | 8,9   | 10,9 | 14,4 | 16,7 | 16,8 | 15,2 | 11,9 | 8,4  | 4,6  | 10,3  |
| T. moy. (°C) | 10,5 | 11,8 | 14,5 | 16,8  | 19,4 | 23,4 | 26,7 | 26,5 | 23,7 | 19,6 | 15   | 11,4 | 18,3  |
| T. max. moy. | 17,4 | 19   | 21,9 | 24,8  | 27,9 | 32,5 | 36,7 | 36,3 | 32,2 | 27,4 | 21,7 | 18,2 | 26,3  |
| Préc. (mm)   | 48   | 69   | 79   | 62    | 33   | 12   | 1    | 4    | 7    | 39   | 71   | 68   | 493   |

## Toponymie
L'ancien nom de Béni Mellal est Dai, nom d'une petite rivière qui coule dans les environs de la ville.
L'appellation Beni Mellal se compose de deux mots, béni (bani en arabe), qui signifie « fils », son équivalent berbère étant aït (ayt), et de mellal, mot amazigh qui signifie « blanc » qui fait référence aux montagnes de la ville enneigées durant l’hiver.

## Histoire

### Moyen Âge
Pendant la période médiévale, Béni Mellal était appelée « Ḥiṣn Day », de hisn (ḥuṣn), fortification en arabe, et Day, aussi orthographié Daï , petit affluent de l'Oum Errabiâ coulant non loin de la ville et irriguant ses vergers. On la connaît aussi parfois dans les traités géographiques médiévaux sous le nom de Madīnat Tādla, la ville de Tadla, bien que cette dénomination soit source de confusion, ce nom ayant aussi servi à désigner la ville voisine de Kasba Tadla. Comme de nombreuses villes du Dir (piémont) du Haut et Moyen-Atlas, Béni Mellal est une ville ancienne, sans doute préislamique, bien qu'aucune donnée archéologique ne soit venue confirmer à ce jour cette intuition.
Quand Idris Ier conquit la Tadla en 789, il n'y trouva qu'un petit nombre de musulmans ; la majorité de la population était encore composée de juifs ou de chrétiens. Au XIe siècle, le géographe andalou al-Bakri décrit Hisn Day en ces termes :

« Ce château est situé au milieu d'une grande forêt, composée de diverses espèces d'arbres. On y tient un marché qui est très fréquenté et qui attire de Fez, de Basra et de Sidjilmessa, plusieurs caravanes chargées d'effets et de marchandises. »

— Abū ‘Ubayd al-Bakrī, Kitāb al masālik wa-l-mamālik.
Le siècle suivant, le géographe al-Idrisi écrit dans Nuzhat al-mushtāq :

« La ville de Tadla occupait la première place dans la production du coton et en exportait de grandes quantités dans toutes les directions ; il était au Maghreb al Aksa la principale matière dans la fabrication des cotonnades, si bien que les habitants de ce pays n'avaient nul besoin d'en importer. »

— Al-Idrīsī, Kitāb nuzhat al-mushtāq fī ikhtirāq al-āfāq
Au XIVe siècle, le géographe al-Himyari écrit dans son traité géographique et historique Kitab al-Rawd al Mi'tar (en) :

« C'est une ville antique où existent les vestiges des anciens. »

— Muḥammad b. ‘Abd al-Munīm al-Ḥimyārī, Kitāb al-rawḍ al-mi‘ṭār fī ḫabar al-aqṭār.
La ville de Béni Mellal possède une caractéristique unique parmi les villes marocaines. Les constructions y ont été édifiées au-dessus de grottes. Deux hypothèses coexistent quant à l'origine de ces cavernes souterraines. La première est que ces cavités ont été creusées par l'érosion et l'écoulement des eaux souterraines. La deuxième privilégie une origine anthropique. Ces cavités auraient été creusées pour servir de refuge aux habitants durant les périodes d'insécurité, nombreuses dans la Tadla. De nos jours, ces cavités sont problématiques. Elles sont à l'origine de nombreux effondrements dans la médina.

### Époque moderne
À la fin du Moyen Âge et au début de l'époque moderne, les invasions hilaliennes et les désordres qu'elles occasionnent rejaillissaient fâcheusement sur le système urbain de la région. Des villes sont détruites et rebâties, d'autres disparaissent et sur leurs décombres des cités nouvelles sont élevées. C'est ainsi qu'au Moyen Âge, la ville de Tadla était la métropole qui donna son nom à toute la province.
Situé sur la route entre les deux capitales impériales du pays, Fès et Marrakech, Béni Mellal a souvent été l'objet d'attention de la part du Makhzen. Mais la région étant souvent rebelle sous les Saâdiens et les Alaouites, la route contournait la plupart du temps la Tadla et Beni Mellal pour passer par Rabat et la région atlantique. C'est dans le cadre d'efforts militaires pour soumettre la Tadla que le sultan Moulay Ismaïl dote la cité de remparts en 1688. La ville fortifiée est dominée par un très célèbre château, haut perché, kasbah berbère de type tighremt, en pisé.
Un siècle auparavant, au XVIe siècle, à un kilomètre à l'est de Daï, dans un bourg voisin (ancien puisqu'il abriterait un minaret d'époque almoravide), le mystique soufi Sidi Ahmed ben Qacem Soumai fonde une zaouïa importante dans la région, toujours active de nos jours. Autour de cette zaouïa, le quartier Soumâa forme l'autre noyau historique de Béni Mellal. De la fusion de Daï, désormais fortifiée, et de Soumâa naît progressivement Béni Mellal.

### XIXesiècle
Au XIXe siècle, la ville ancienne a bénéficié d'une restauration. En septembre 1883, l'explorateur français Charles de Foucauld dénombre trois mille habitants dans la ville dont 10 % de juifs qui résident dans le mellah. Il décrit une ville dont toutes les constructions sont en pisé et où les maisons ne dépassent pas un étage. Il remarque également que la ville ne comprend pas de minaret et que les murailles de la kasbah tombent en ruine.
"La ville à l'aspect propre est riche, rues larges, maisons neuves et bien construites: elle doit sa prospérité à ses immenses vergers, dont les fruits s'exportent loin. Les jardins de Qaçba Béni Mellal, comme ceux qui sont échelonnés dans la même situation au pied de l'Atlas, sont d'une richesse merveilleuse : ce qu'étaient au nord Chefchaouen, Tâza, Sfrou, nous le retrouvons ici à Tagzirt, à Fichtâla, à Qaçba Béni Mellal, à Demnât."
En mars 1883 le sultan Moulay El Hassan a envahi la Tadla à la tête d'une armée et s'apprête à prendre la ville. Voici le récit qu'en livre Charles de Foucauld:
"[...] à son approche, tout ce qui lui était hostile abandonne la ville et se retire dans la montagne; le parti du sultan reste, et lui envoie une députation l'assurer de son dévouement. Comme réponse, il impose les Béni Mellal de 500 000 francs : les présents paieront pour les absents. Inutile d'ajouter qu'aujourd'hui il n'y a plus de parti du maghzen dans la Qaçba."

## Urbanisme

### Kasbah (vieille ville)
La kasbah de Beni Mellal (à ne pas confondre avec la kasbah Bel Kouch, qui domine la ville), ou médina de Beni Mellal, correspond au noyau historique de la ville. Elle a été érigée en cité par le sultan Moulay Ismaïl en 1688, qui l'a entourée de remparts défensifs. Une bonne partie des remparts ont été abattus car ils étaient tombés en ruine (Charles de Foucauld constatait déjà le piteux état des remparts lors de son passage dans la ville en 1883). La portion la mieux conservée des remparts de la ville est située à l'ouest de la vieille ville, face à la place de la Marche Verte.
Bâtie au-dessus de cavernes probablement creusées par l'homme en des temps anciens, la kasbah voit régulièrement des bâtisses s'effondrer. La vieille ville souffre entre autres de manque de valorisation du bâti. Plusieurs monuments sont tombés en ruine au cours du XXe siècle, comme la résidence du pacha de la ville. Classée au patrimoine national, la kasbah est animée par une intense activité commerciale dont les épicentres sont la rue Ghdira El Hamra, où se trouve le marché permanent de la kasbah, et la rue El Hansali. Le tissu urbain dense de la médina est ponctué de plusieurs places aérées (place de la Résistance, place de la Liberté, place Aït Tislit, et place de la Kasbah).

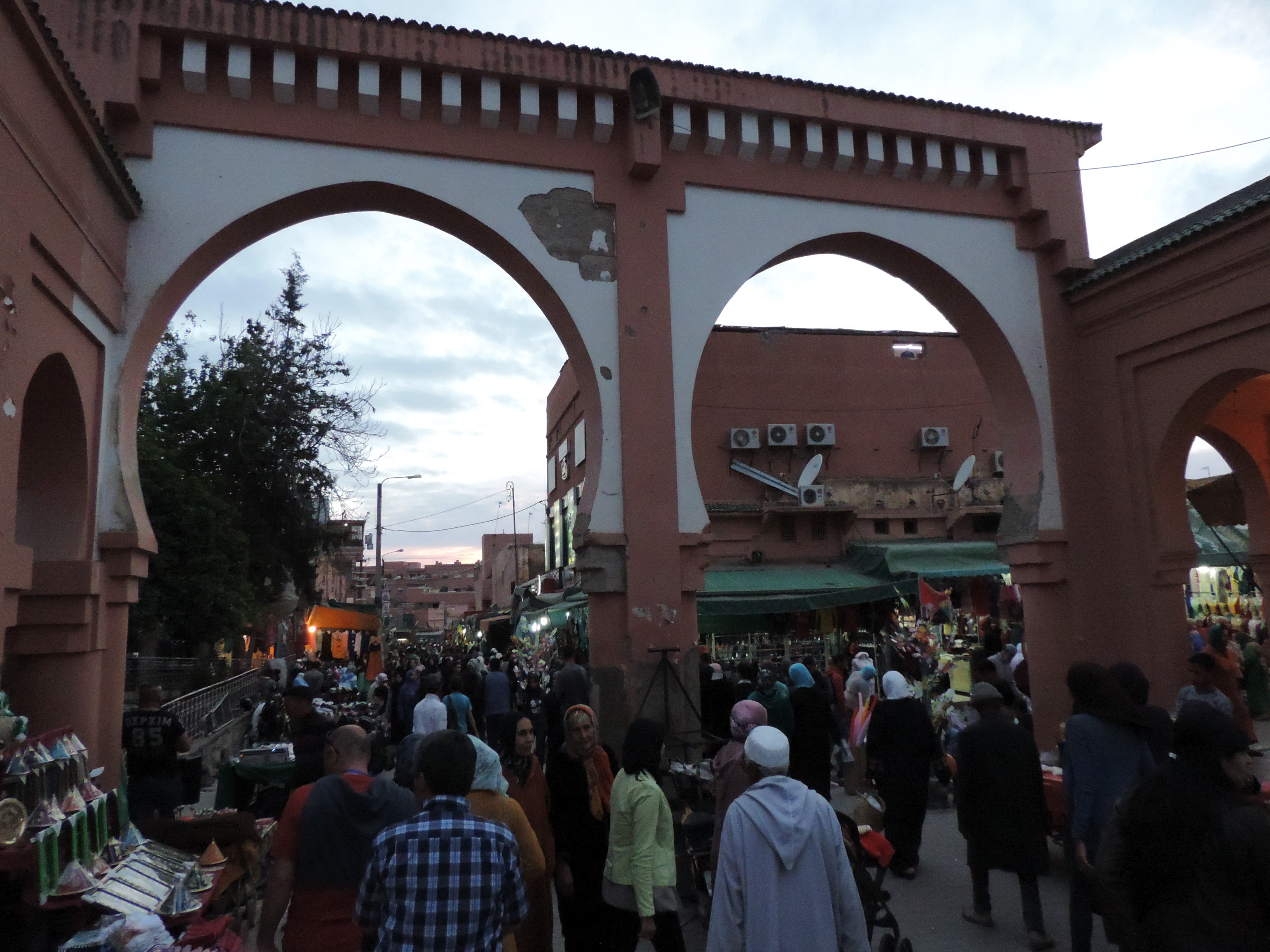
Marché de la kasbah
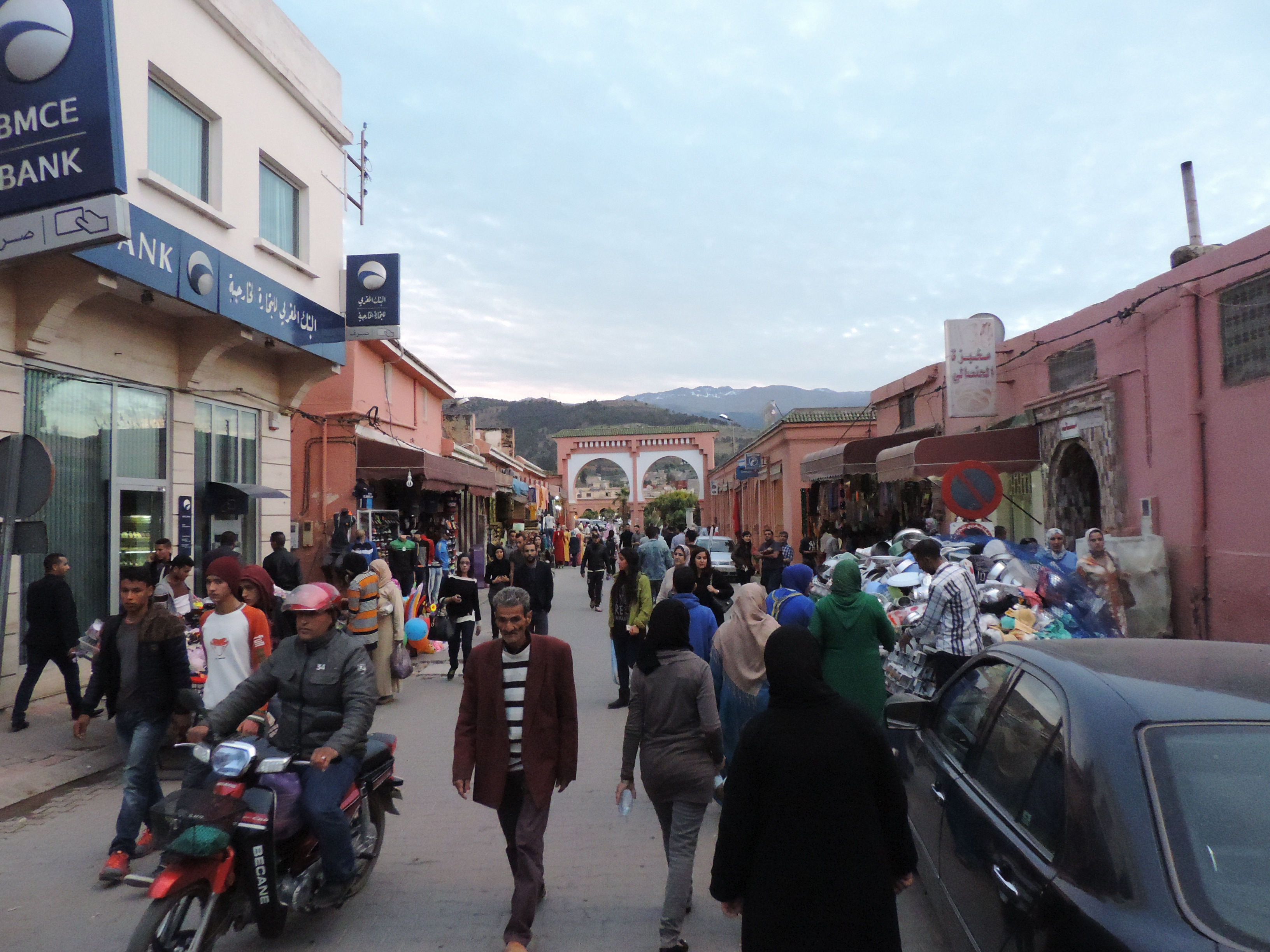
Rue El Hansali
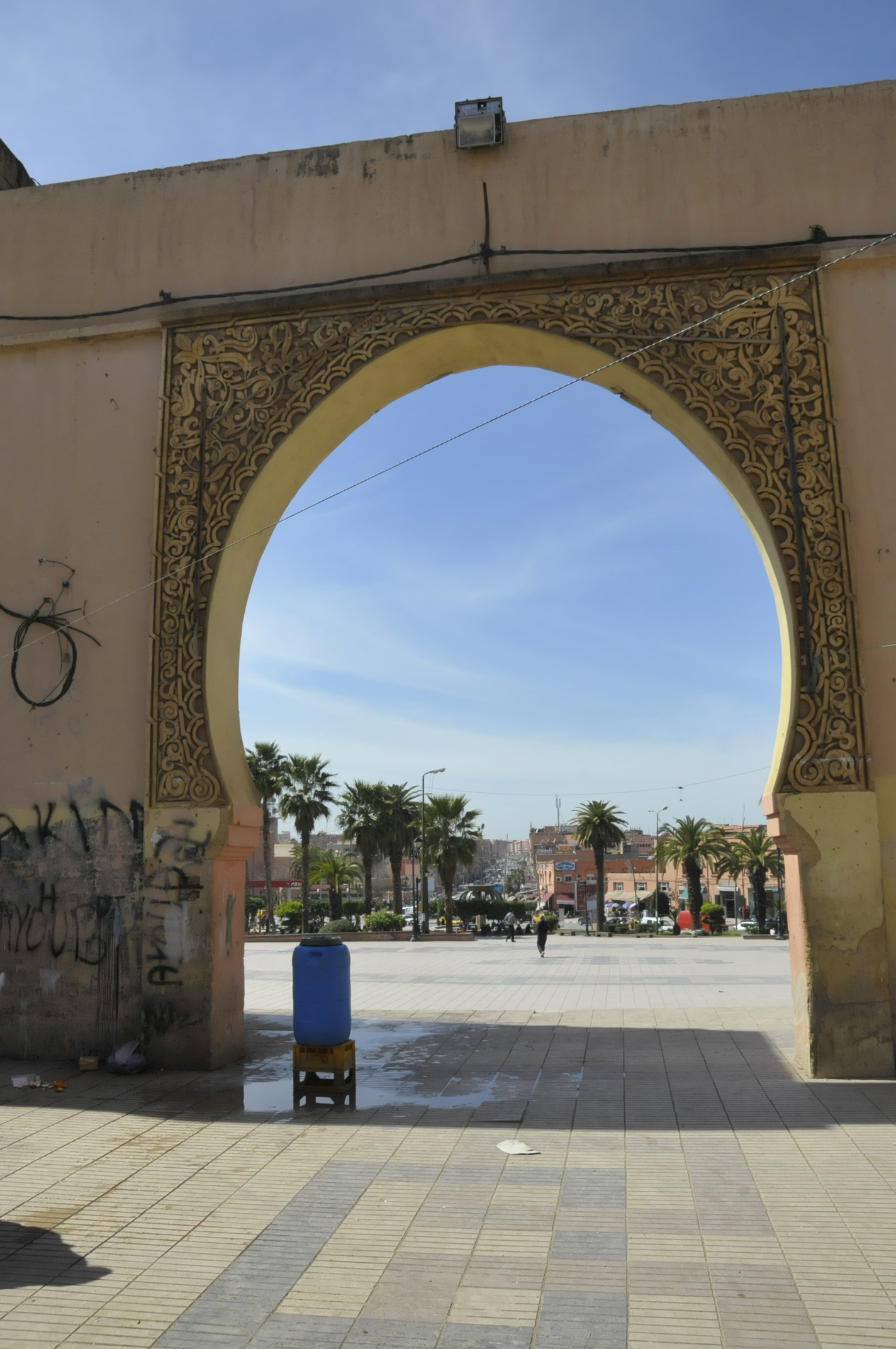
Porte de la kasbah vers l'av. Mohammed-V et la place de la Marche verte

### Soumâa
Situé à un kilomètre à l'est de la kasbah, le quartier Soumâa forme l'autre noyau historique de la ville. Bâti à flanc de colline, il est lui aussi classé au patrimoine national. Il se structure autour de la Zaouia de Sidi Ahmed ben Qacem, saint soufi du XVIe siècle. La zaouïa joua un rôle important dans la vie religieuse régionale pendant la période saâdienne et alaouite. Le minaret de la mosquée Soumâa date de l'époque almoravide et a été restauré en 1999.

### Centre-ville
Le centre-ville moderne de Béni Mellal est situé au nord-ouest de la médina. Les axes principaux du centre-ville sont les avenues Mohammed V, Hassan II, Ibn Khaldoun, Chaouki et Al Moutanabbi. À la différence de la vieille ville, où les bâtiments sont pour la plupart de couleur blanche, les bâtiments du centre-ville moderne sont de couleur rouge, semblables à ceux de Marrakech. Les immeubles de moyenne hauteur y sont prédominants.

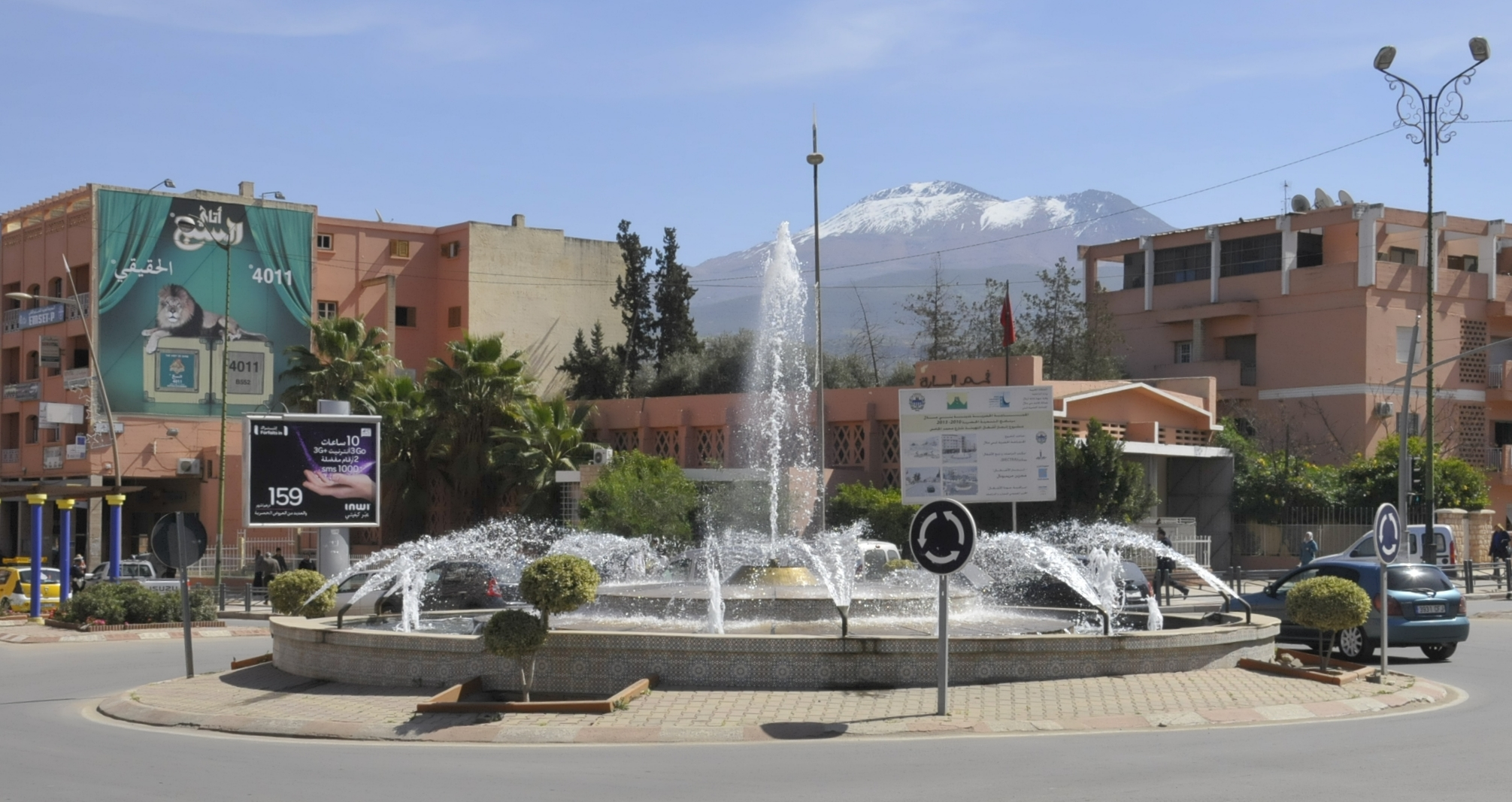
Carrefour de l'avenue Mohammed-V avec le Tassemit en fond
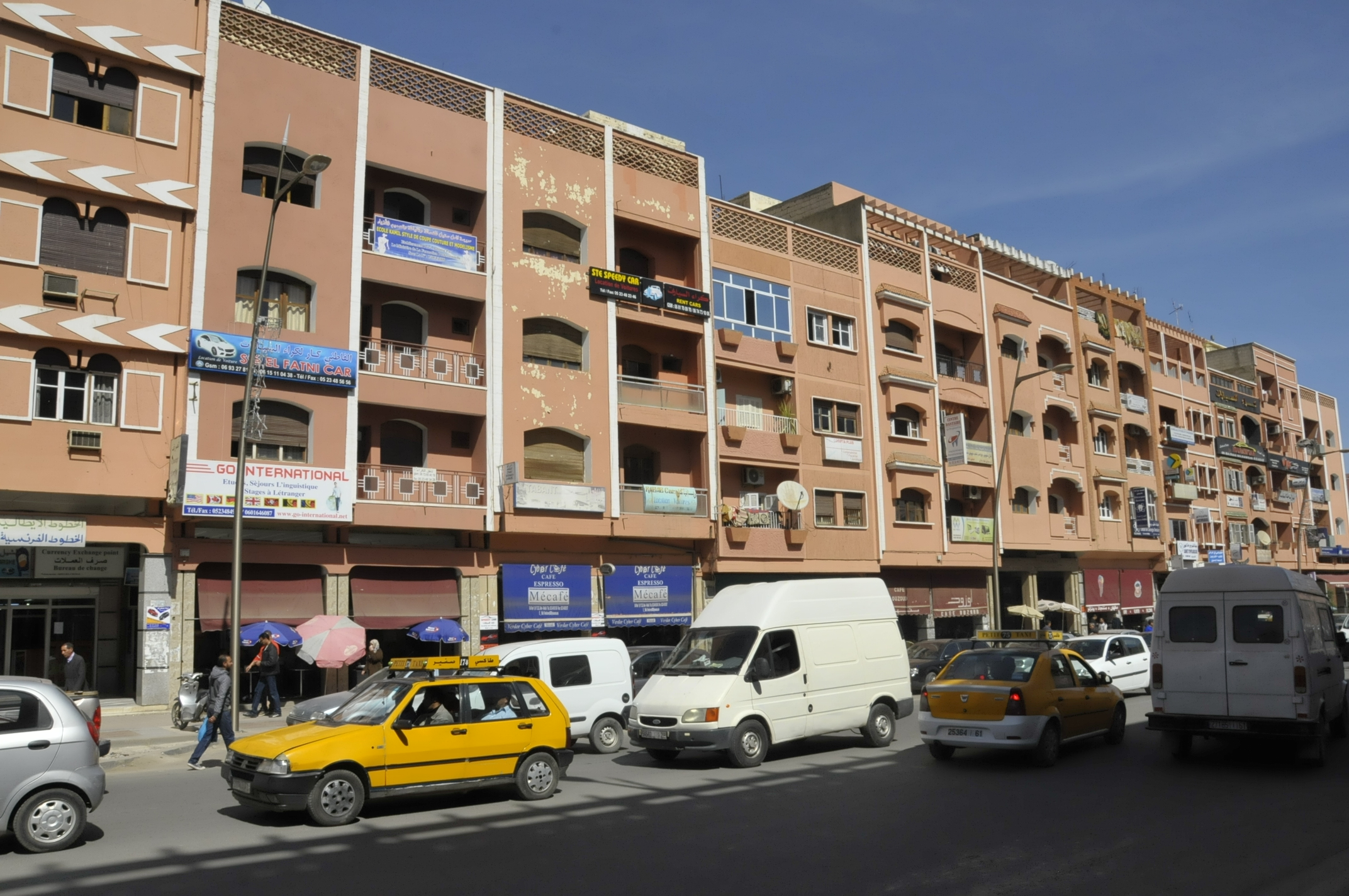
Avenue Mohammed-V
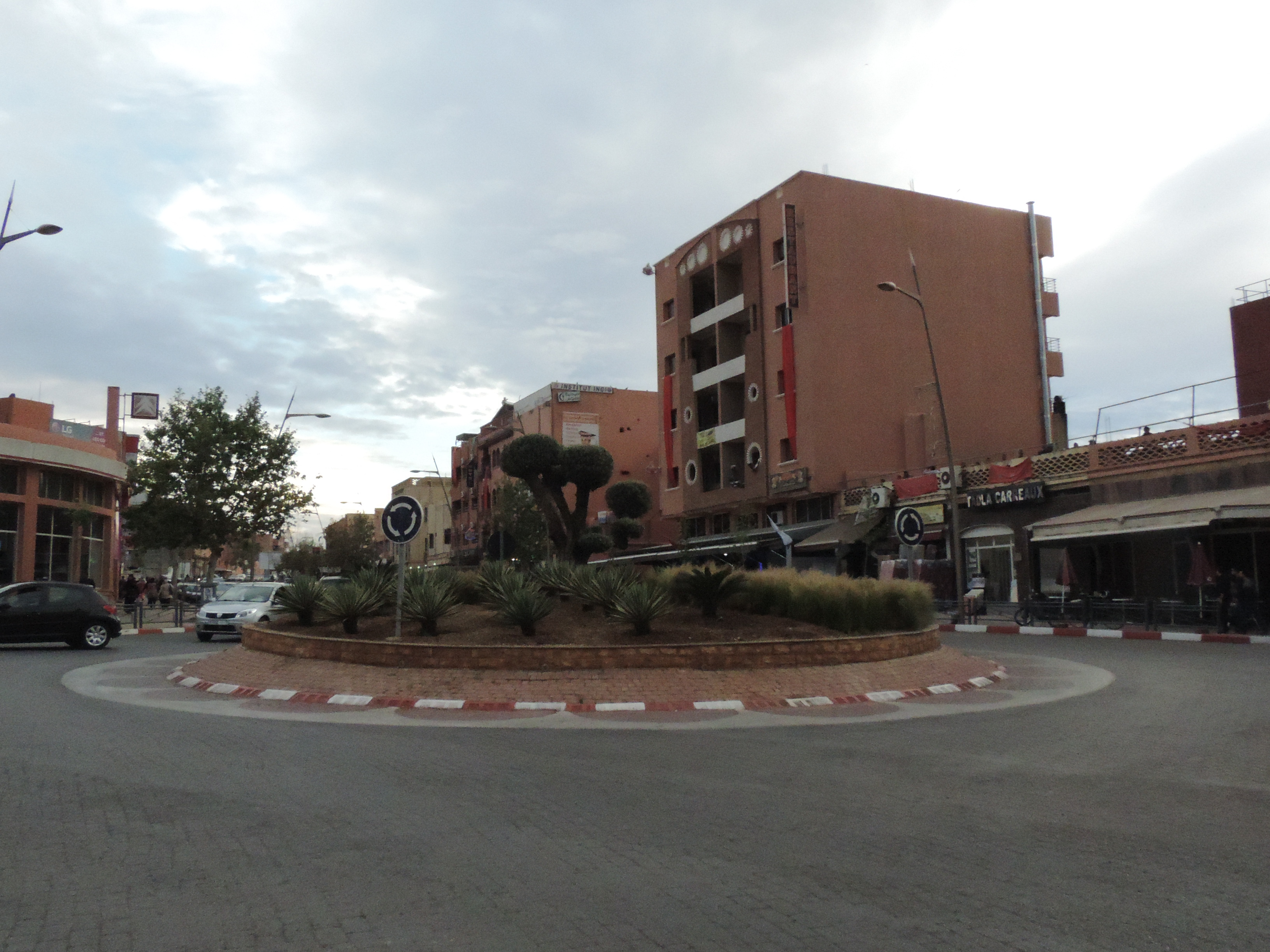
Carrefour du centre-ville
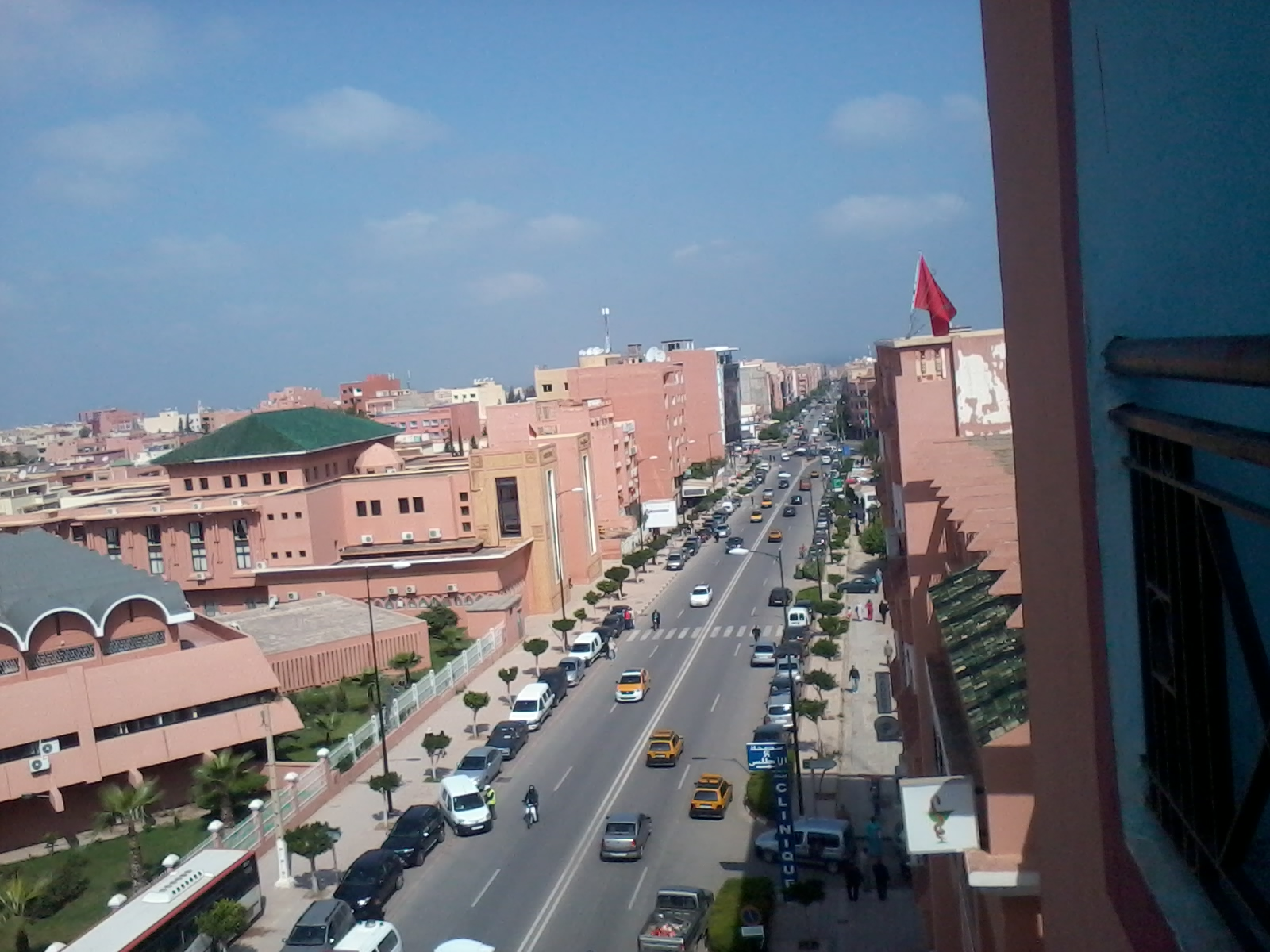
Le tribunal de première instance et la clinique al-Atlas, av. Hassan-II
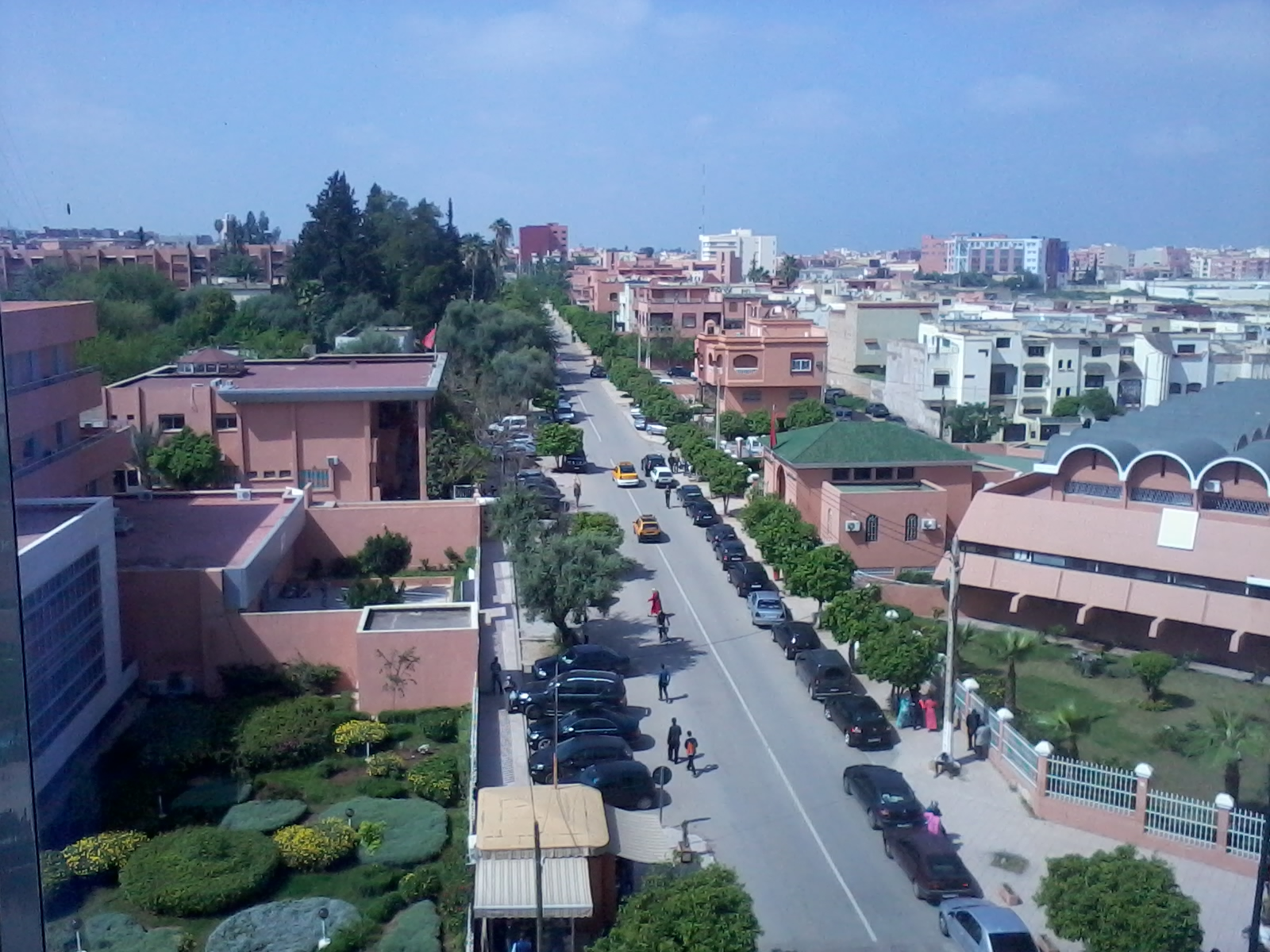
Le tribunal de première instance

### Quartiers résidentiels

#### Ouest
Les quartiers résidentiels de Béni Mellal sont nombreux. Ceux relevant du centre-ville sont les quartiers al-Ouafae, al-Adarissa, al-Amria Charaf, Safae, Ghita, Oulad Hamdane, 3 mars. En périphérie ouest de la ville se trouvent le vaste quartier Riad Salam, le douar Aït Tislit et celui de Oulad Ayad.

#### Nord
Dans le centre-nord de la ville se trouvent les quartiers Kastor et El Houda. Le long de la N8 se trouvent la gare routière et l'hypermarché Marjane. Au-delà de cet axe se trouvent notamment les quartiers Atlas et Massira 2.

#### Est

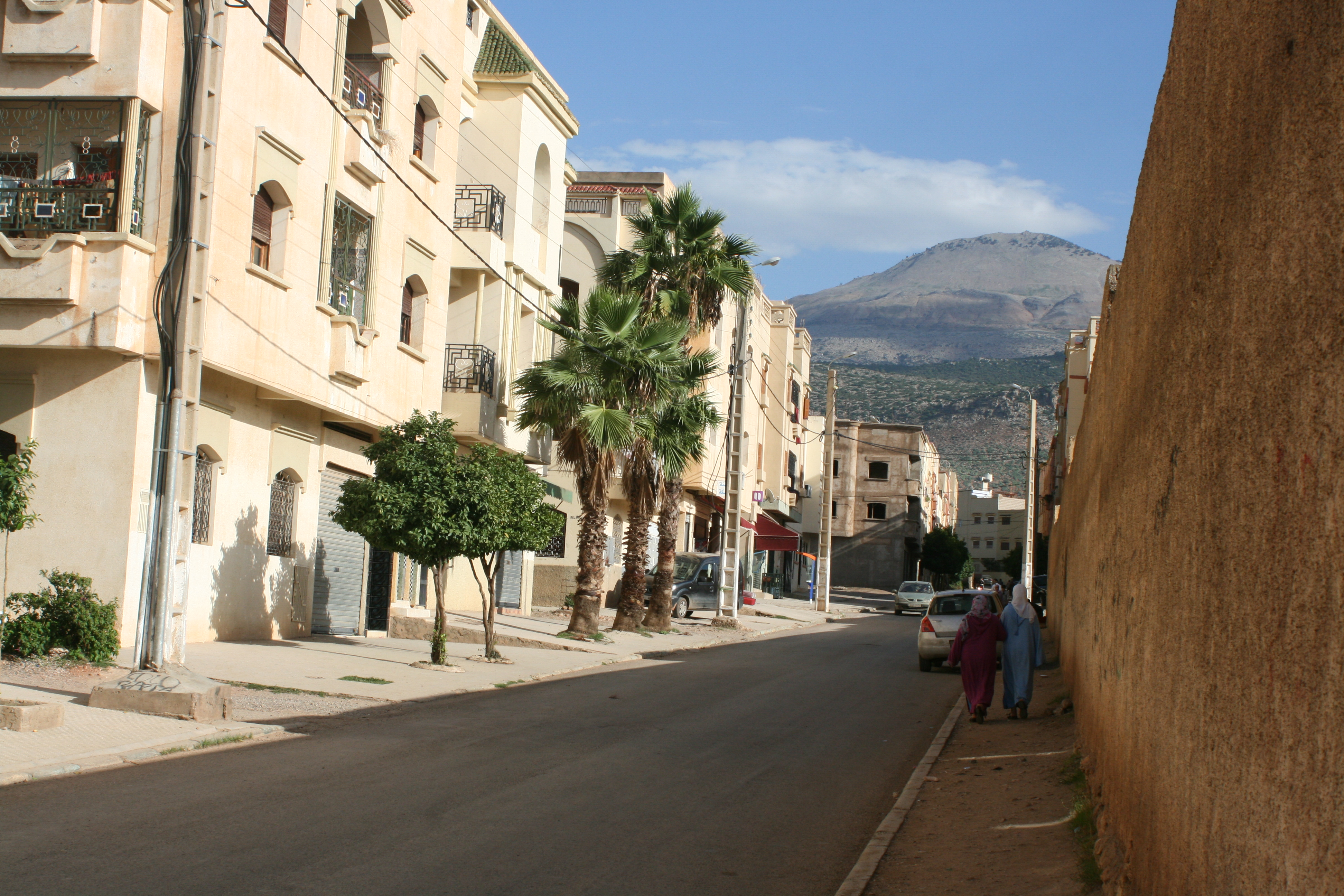
Rue du quartier Oum Dahr

Immédiatement à l'est de la kasbah, en direction de Soumâa se trouve le quartier Bab Ftouh, Rmila et Saâda. Dans le prolongement de Soumâa se trouvent les quartiers populaires de Biyad Soumâa et Bouâachouch. Au nord-est de la ville se trouvent les grands quartiers résidentiels de Taqadoum et Oum Dahr ainsi que celui, plus petit, de Massira I.

#### Sud
Au sud de la kasbah, dans la zone collinaire, se trouvent l'hôpital provincial, la wilaya et le siège provincial, ainsi que le parc public de Tamegnout (ou parc de la wilaya). Non loin se trouvent les quartiers Miftah et Dcheira, et l'hypermarché Carrefour Market. En direction du sud-ouest se trouvent les quartiers Jnan Taher et le vaste douar Ourbii. Au sud-est de la kasbah se trouvent quartiers Asfat Serhani, Mdioula et la colline de Dar Dbah. Plus loin au sud-est se trouve le douar Aïn Ghazi, près de la source du même nom.

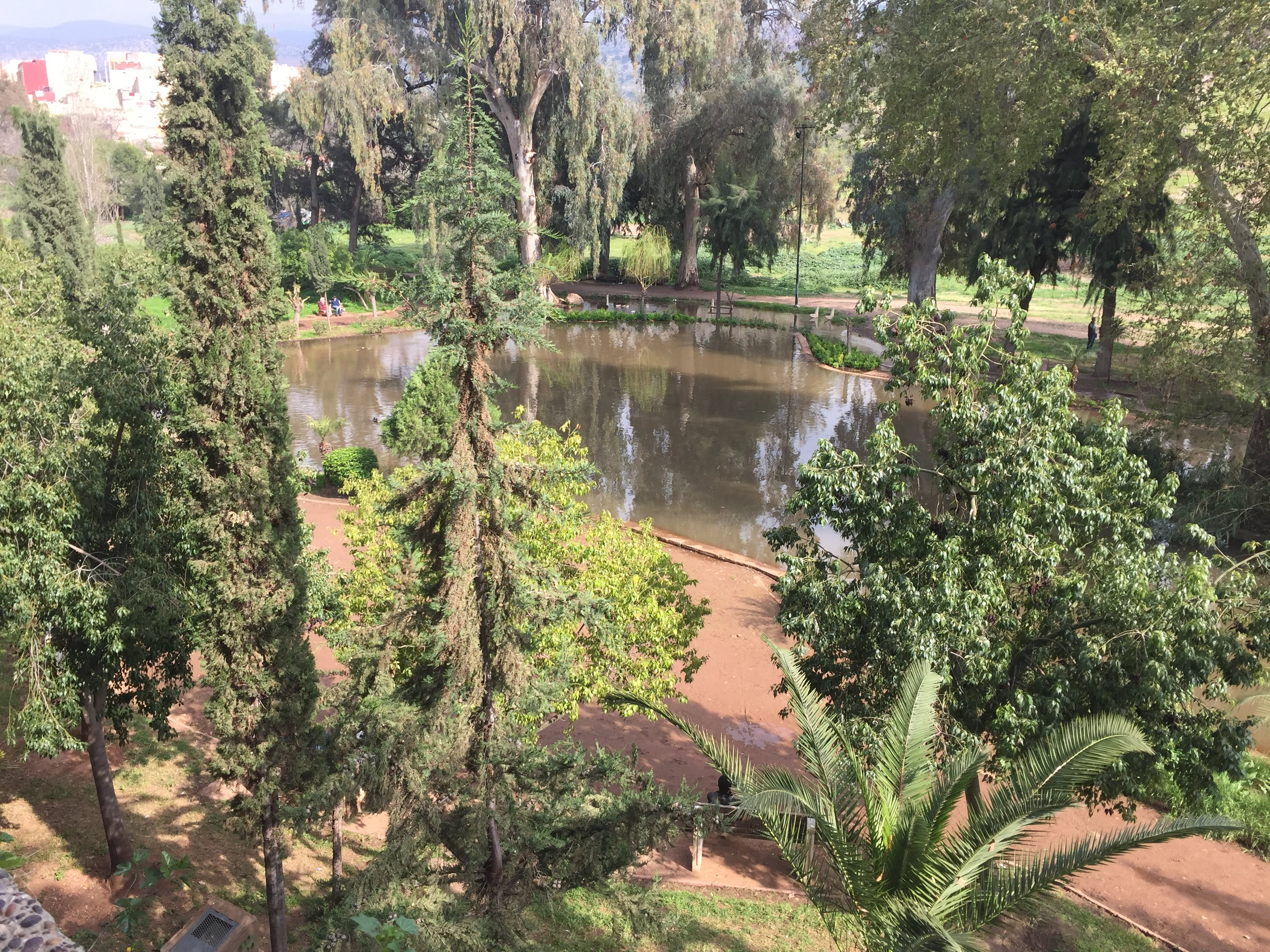
Jardin de la wilaya
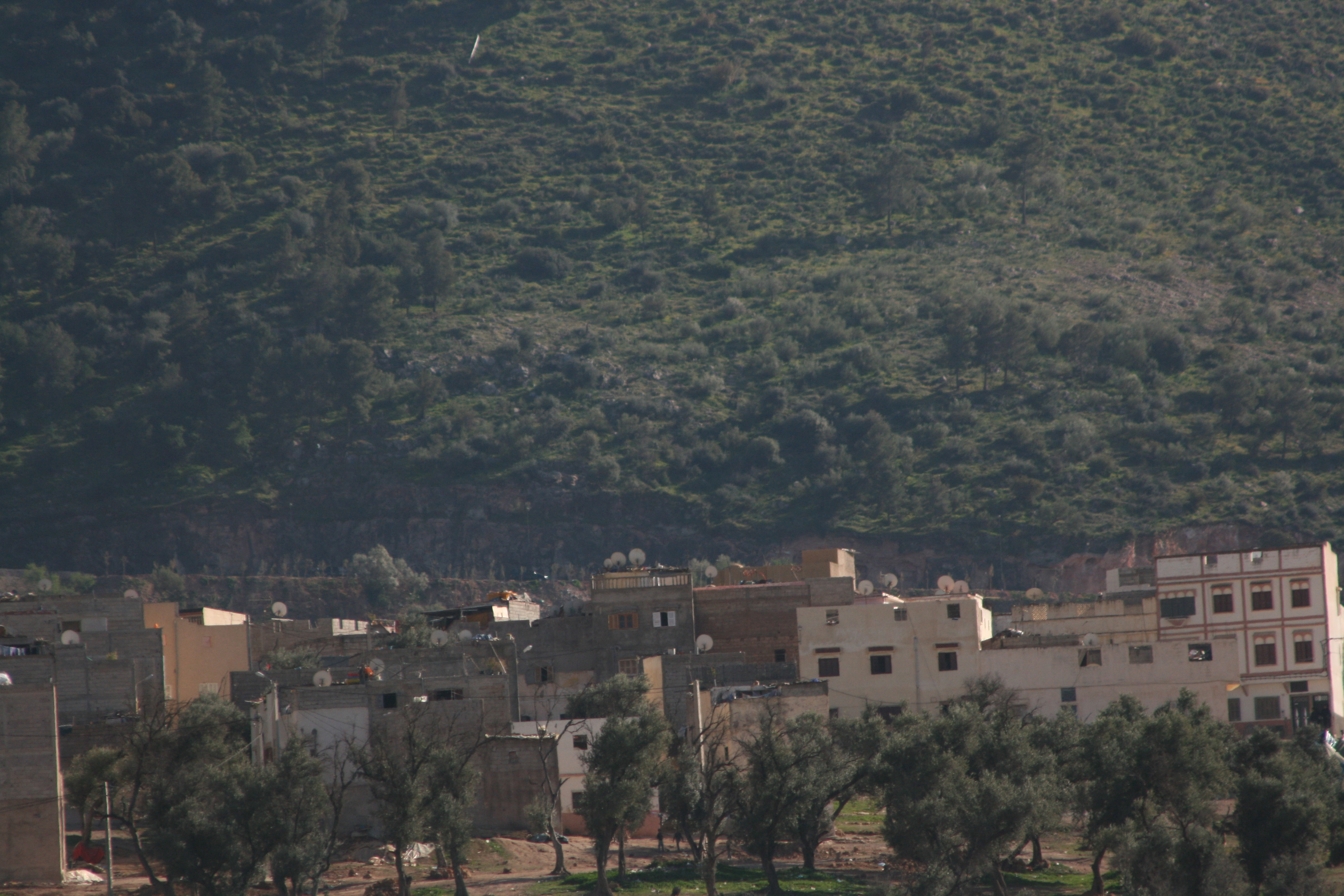
Colline de Bab Dbah

## Population

### Démographie
Béni Mellal a connu depuis l'indépendance une croissance fulgurante, la population ayant quintuplé depuis 1960. La capitale de la région Tadla-Azilal, devenue en 2014 la région Béni Mellal-Khénifra, a en effet été le réceptacle d'un exode rural massif en provenance de la plaine de la Tadla et, dans une mesure plus faible, des régions montagneuses du Haut-Atlas central.
La population de la commune de Béni Mellal a connu la progression suivante:
En raison d'une émigration importante d'hommes en âge de travailler (à la fois au niveau national et vers l'Europe), le ratio hommes-femmes est particulièrement bas.
| Femmes |  | 99296 |  |

| Hommes |  | 93257 |  |

En 2014, le taux d'activité au sein de la population de la commune de Béni Mellal s'établissait à 46,6 % (72,7 % chez les hommes, contre 22,9 chez les femmes). Le taux de pauvreté s'établissait à 1,5 % de la population, et le taux de vulnérabilité à 6,34 %.
Concernant l'usage des langues, 99 % de la population mellalie maîtrisait en 2014 l'arabe dialectal, 75,3 % le tamazight, 8,8 % le tachelhit et 0,2 % le tarifit, soit un taux cumulé d'amazighophonie s'établissant à 85,3 % de la population. D'autre part, 47,5 % se déclarait francophone et 25,5 % anglophone, de plus en raison d'une forte immigration vers l’Italie un bon nombre de Mellali parlent Italien.

### Migrations
Dans les années 1970, la région a connu un fort courant migratoire à destination de la France (principalement vers la région parisienne, Dijon, Angers et Rouen). Dans les années 1990, les flux migratoires en provenance de Béni Mellal et de sa province se sont redirigés vers l'Italie vers les villes du Nord Milan et Turin en tête et l'Espagne.

## Enseignement

### Enseignement supérieur

#### Université Sultan Moulay Slimane

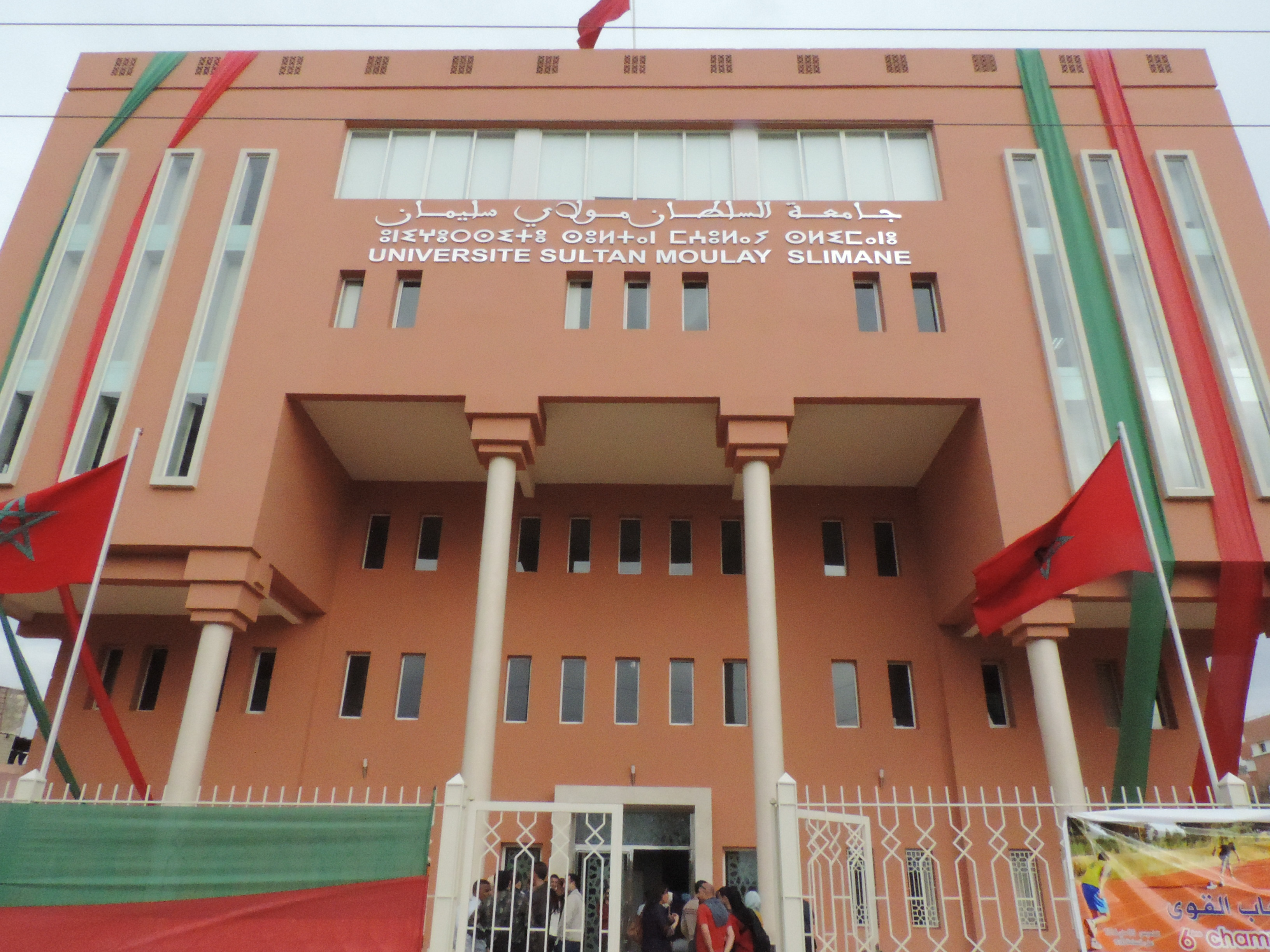
L'université Sultan Moulay Slimane.

L'université Sultan Moulay Slimane, créée en avril 2007, était, jusqu'en 2010, dirigée "à distance" par l'université Caddi Ayyad de Marrakech. Elle n'a pu bénéficier d'une présidence sur place qu'à partir de 2010. Elle dispose de deux campus. D'une part, Ouled Hamdane dans le centre-ville et d'autre part, le site de Mghila. Cette université a connu depuis 2010 un essor très important. En trois années seulement, le nombre de ses étudiants a triplé pour atteindre en 2013 plus de 20 000 étudiants. En 2019, le nombre d'étudiants s'établissait à plus de 36 000 étudiants.
Cette hausse spectaculaire s'explique par la diversification de l'offre de formation proposée par l'université (thématiques tournées vers les besoins de l'industrie, cycles courts types DUT ou Licences professionnelles) et son ancrage dans l'environnement permettant d'accroître l'employabilité des lauréats. Cette réponse à l'attente des jeunes bacheliers de la région apparaît clairement en considérant leur taux d'évasion qui, en trois ans, a opéré une chute spectaculaire en passant de 56 % à 22 %.
Les facultés et les écoles supérieures de Béni Mellal relevant de l'USMS sont :
- Faculté des Lettres et des Sciences Humaines, fondée dès 1991
- Faculté des Sciences et Techniques
- Faculté Polydisciplinaire
- Faculté de l’Economie et de Gestion
- Faculté Supérieure de l’Education et de la Formation
- École supérieure de technologie (EST)
- École nationale des sciences appliquées (ENSA)
- Ecole Nationale de Commerce et de Gestion (ENCG)

D'autre établissements sont prévus, notamment :
- Faculté d’Economie et de Gestion
- École Supérieure d’Education et de Formation (ESEF)

#### Autres établissements
La ville compte quelques autres établissements d'enseignement supérieur, notamment :
- l'Institut d’Etudes Supérieures de Communication et des Affaires (IESCA)
- l’Institut de Formation en soins Infirmiers (ISFI)
- l'École Canadienne de Technologie, Logistique et Management (ECTLM)

## Tourisme
Si la région Beni Mellal-Khenifra est touristique, l'essentiel de l'activité touristique y est rural et se concentre dans la partie montagneuse. Malgré des atouts, le tourisme dans ville de Béni Mellal demeure modeste, en raison d'une valorisation insuffisante du patrimoine urbain, d'une capacité hôtelière limitée, et d'une communication insuffisante. L'amélioration considérable des infrastructures de transport laisse néanmoins présager d'une évolution positive, notamment en ce qui concerne le tourisme domestique.

### Monuments et sites touristiques
Le circuit touristique, itinéraire qui surplombe la ville, donne accès aux principaux sites touristiques de la ville :
- Les jardins de Aïn Asserdoune, aménagés autour de la source du même nom. En période estivale, les jardins sont prisés des Mellalis, qui apprécient la fraîcheur du lieu.
- La Kasbah Bel Kouch, aussi connue sous le nom de Kasbah Aïn Asserdoune, construite au XVIIe siècle par Moulay Ismaïl a été restaurée au XXe siècle. La plateforme d'observation aménagée autour de la Kasbah offre une vue imprenable sur la plaine de la Tadla en contrebas.

En ville, le principal attrait touristique de la ville est la vieille ville, qui compte parmi les 31 médinas du Maroc.
| Culture | Nature | Mixte |

| Site Touristique         | Commune        | Nombre de visiteur / Jours | Activité à Faire                        | Image |
| ------------------------ | -------------- | -------------------------- | --------------------------------------- | ----- |
| Jardin Ain Asserdoun     | Beni Mellal    | ~ 14 000                   | Balade , Randonnée                      |       |
| Kasbah Bel Kouch         | Beni Mellal    | ~ 10 000                   | Balade , Randonnée , Vue Panoramique    |       |
| Medina de Beni Mellal    | Beni Mellal    | ~ 25 000                   | Balade , Shoping                        |       |
| Jardin Olympique d'Or    | Beni Mellal    | ~ 230                      | Balade                                  |       |
| Jardin Moulay Yaacoub    | Beni Mellal    | ~ 250                      | Balade                                  |       |
| Moudj                    | Foum Oudi      | ~ 870                      | Randonnée , Vue Panoramique , Canyoning |       |
| Jbel Tassemit            | Foum El Anceur | ~ 110                      | Randonnée , Vue Panoramique             |       |
| Ajoujar                  | Foum El Anceur | ~ 170                      | Randonnée , Vue Panoramique , Escalade  |       |
| Kasbah Ismaélite         | Kasba Tadla    | ~ 45                       | Balade                                  |       |
| El Mastioun              | Kasba Tadla    | ~ 100                      | Balade , Randonnée , Vue Panoramique    |       |
| Taghbalout               | El Ksiba       | ~ 1 200                    | Balade , Randonnée                      |       |
| Ain Tamda                | Zaouïat Cheikh | ~ 4 600                    | Balade , Randonnée                      |       |
| Barrage Ahmed El Hansali | Ait Boumlal    | ~ 45                       | Randonnée                               |       |

### Environs
Béni Mellal est une base commode pour visiter :
- Le lac de Bin El Ouidane, situé à 45 kilomètres au sud de la ville (1h de trajet)
- Les cascades d'Ouzoud, situées à 75 kilomètres au sud-ouest de la ville (1h45 de trajet)
- Les vallées de la province d'Azilal, notamment celles de l'Assif Ahansal, de l'Assif Melloul et d'Aït Bouguemez.
- La région de Boutferda, à 100 kilomètres à l'est de Béni Mellal, connue notamment pour ses spectaculaires greniers collectifs à flanc de falaise, l'Agadir d'Aoujgal.
- La région d'Imilchil, célèbre pour son architecture berbère, son moussem (festival) des fiançailles, et les paysages des lacs Isli et Tislit.

## Transports

### Autoroute
Depuis 2015, Beni-Mellal est reliée au réseau autoroutier national. Longue de 174 kilomètres, l'autoroute A4, relie en effet Beni Mellal à Berrechid (à 30 km de Casablanca) via Khouribga, plaçant Beni Mellal à un peu plus de deux heures de la capitale économique.
Un projet d'autoroute intérieure, qui relierait Fès à Marrakech via Beni Mellal a régulièrement été évoqué au cours des années 2010. Toutefois, le ralentissement du rythme d'expansion du réseau autoroutier marocain, constaté depuis la fin de la décennie, semble avoir eu raison de ce projet, du moins provisoirement.

### Réseau routier
Beni Mellal est situé au carrefour de deux importantes routes nationales : la N8, reliant Essaouira à Al Hoceïma via Marrakech et Fès, et la N12 reliant Beni Mellal à Casablanca. Autrefois voie de contournement de l'agglomération de Beni Mellal, la RN8 traverse depuis les années 2000 le tissu urbain de la ville. Le long de la RN8 se trouve la gare routière de la ville, la plus importante de la région.

### Train
Le prolongement de la ligne de chemin de fer Sidi El Aydi - Oued Zem en direction de Beni Mellal est prévu par l'ONCF depuis 2010. Néanmoins, la priorité accordée au développement de la grande vitesse a reporté la réalisation du projet. En 2019, le cabinet d'ingénierie marocain NOVEC (filiale de la Caisse de dépôt et de gestion) a été désigné pour l'exécution d'une étude de faisabilité concernant une future ligne (voie unique électrifiée) de 92 km reliant Khouribga à Beni Mellal via Fqih Ben Saleh.

### Transport aérien
L'aéroport de Beni Mellal est situé à 8 km au nord-est de la ville, dans la commune de Oulad Yaïch. Modernisé en 2014, il dispose d'une aérogare de 1 500 m2, d'une piste de 2 493 m (adaptée aux appareils moyen-courrier), pour une capacité de 150 000 passagers par an.
L'aéroport de Beni Mellal ne disposant que d'un nombre limite de connexions aériennes, il est surtout connu pour abriter une base de loisirs, utilisée notamment pour la pratique du parachutisme.

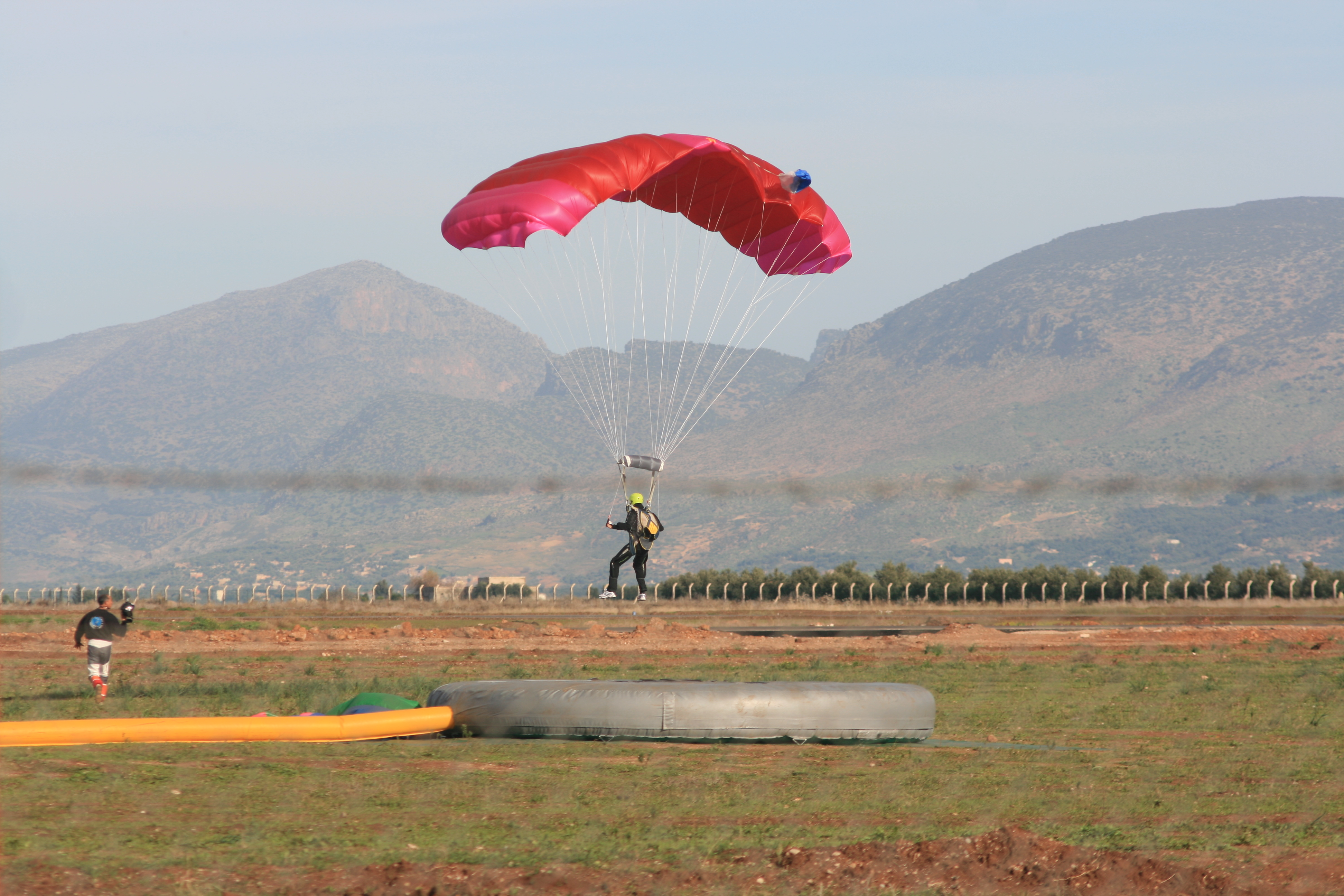
Parachutiste lors du stage international de parachutisme de Béni Mellal.

## Économie
Les principales activités économiques de la région Béni Mellal-Khénifra sont les suivantes :
- agriculture irriguée dans les plaines : coton, betteraves, citronniers, orangers, oliviers, figuiers, légumes, pommes, bétail...,
- agriculture vivrière dans la montagne,
- commerce,
- industrie agroalimentaire,
- tourisme...

La superficie agricole utile (SAU) s’élève à 259 600 ha, représentant 80 % de l’ensemble des terres. À l’échelle nationale, l’agriculture régionale contribue par exemple pour près de 20 % à la production de betterave sucrière, 7,5 % à la production de cultures maraîchères, 17 % pour les agrumes, 18 % pour les olives, ou encore 17 % pour le lait. 186 000 exploitations agricoles emploient près de 445 000 actifs, soit 16 % de la population active.
La région :
- dispose d’importantes ressources en eau de surface (10 % du potentiel national), qui permettent l’irrigation de 18 % de la superficie irriguée à l’échelle nationale, et souterraines (13 % du potentiel national),
- offre la possibilité de développement d’une agriculture moderne et industrialisante[Quoi ?], avec ses plaines (Tadla) et ses importantes ressources en eau,
- dispose de trois grands barrages, dont Bin ouidane, le plus grand du Maroc, d’une capacité totale de 1 566,9 millions de m3, soit 11,22 % de la capacité totale de l’ensemble des barrages du pays,
- possède des atouts majeurs pour le développement des activités touristiques, du fait de sa situation géographique privilégiée et de sa richesse en sites naturels et historiques.

## Sport

### Football
Le Raja de Beni Mellal est un club marocain de football créé en 1956 situé à la wilaya de Beni Mellal, et évoluant actuellement en Botola 2.
| Coupe du Maghreb des clubs champions | Finaliste en 1975 |
| Championnat du Maroc                 | 1973-1974         |

## Célébrités
- Abdellatif Filali (1909-2009), premier ministre de 1994 à 1998, né à Béni Mellall
- Marwa Loud, chanteuse française originaire de Beni Mellal
- Mounir Mahjoubi, homme politique français, originaire de Beni Mellal
- Abdessamad Ezzalzouli, joueur de football au FC Barcelone, né à Béni Mellal

## Galerie photo

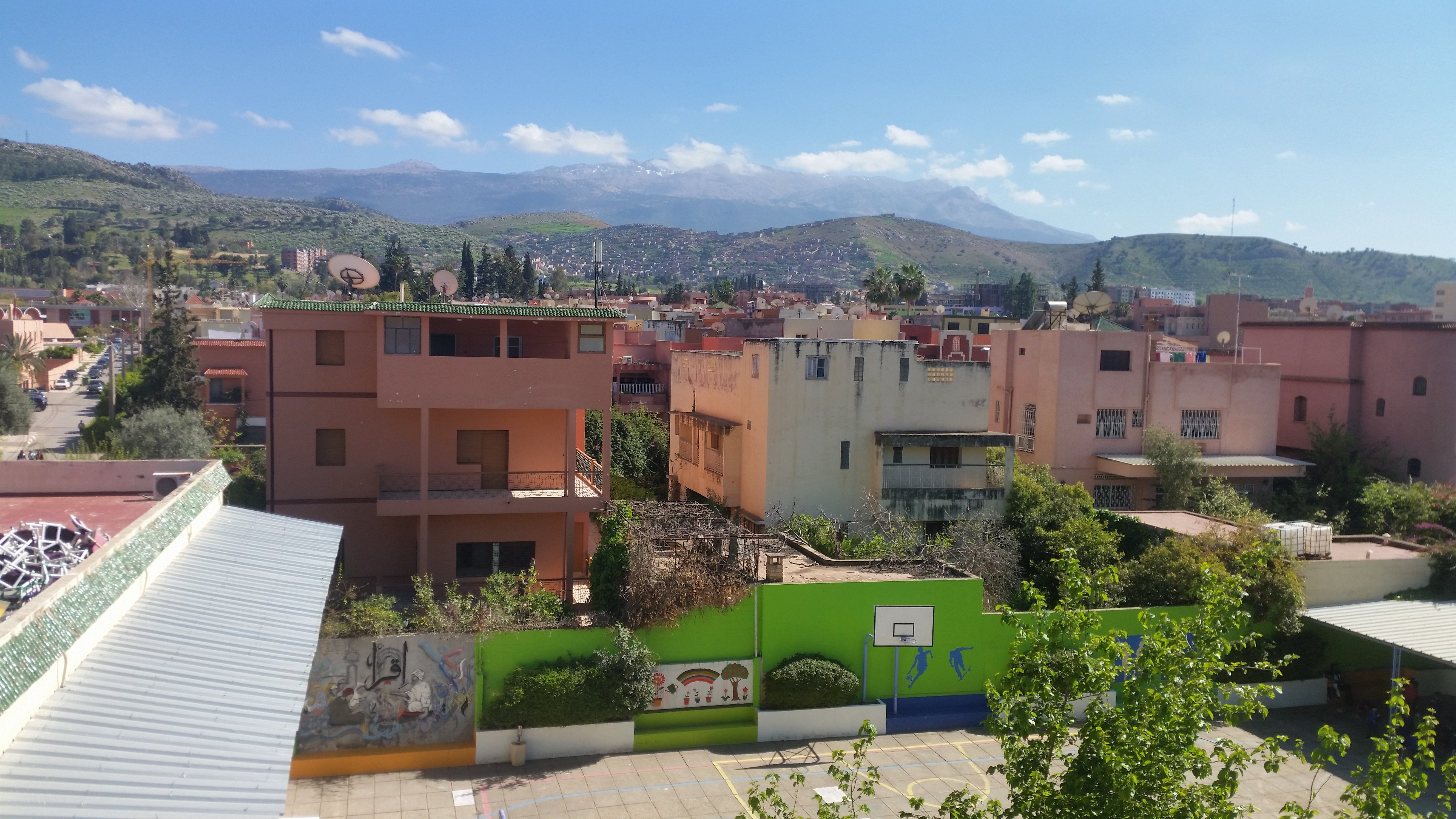
Quartier résidentiel de Béni Mellal
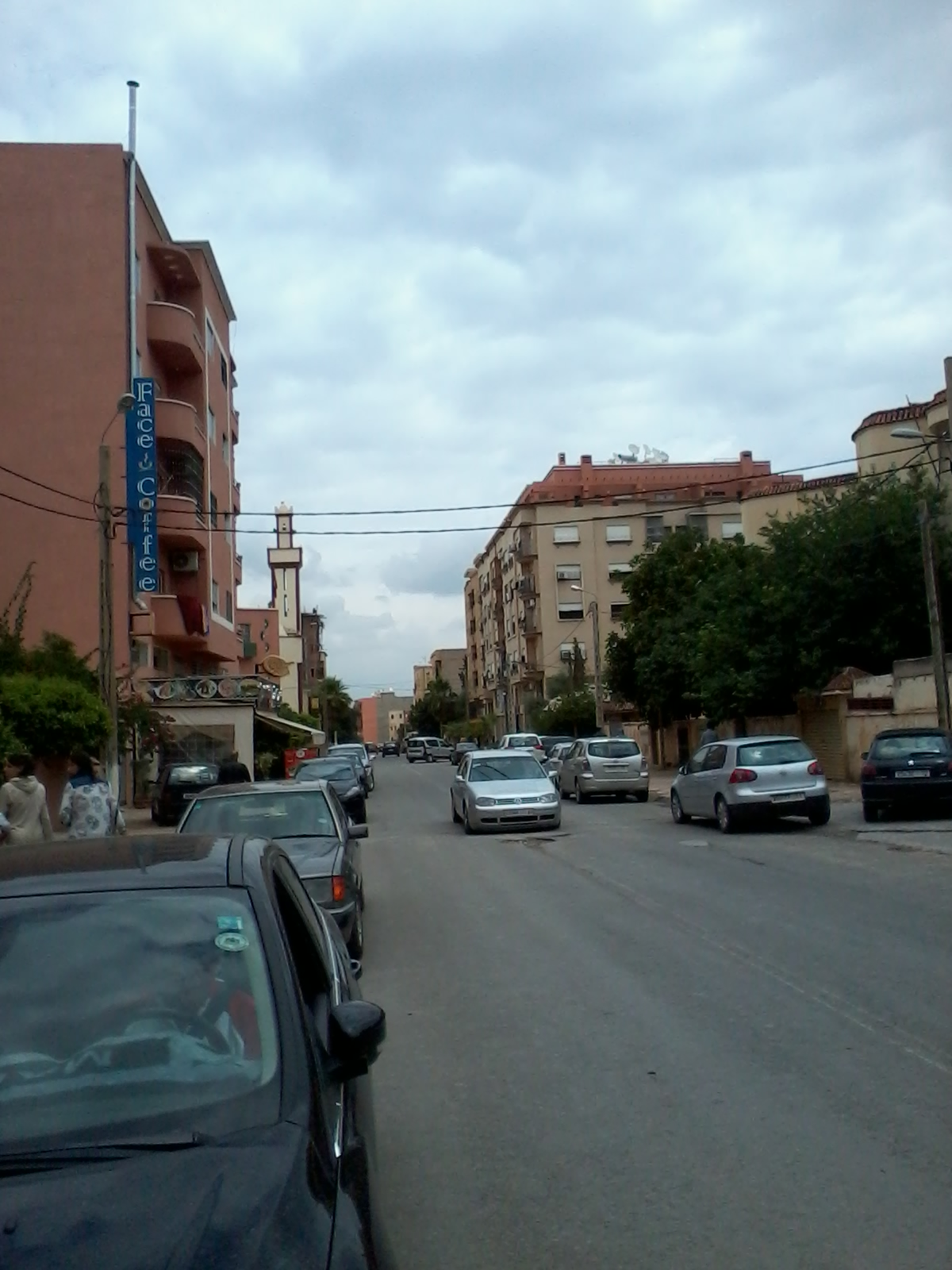
Le quartier Charaf, à l'ouest de la ville
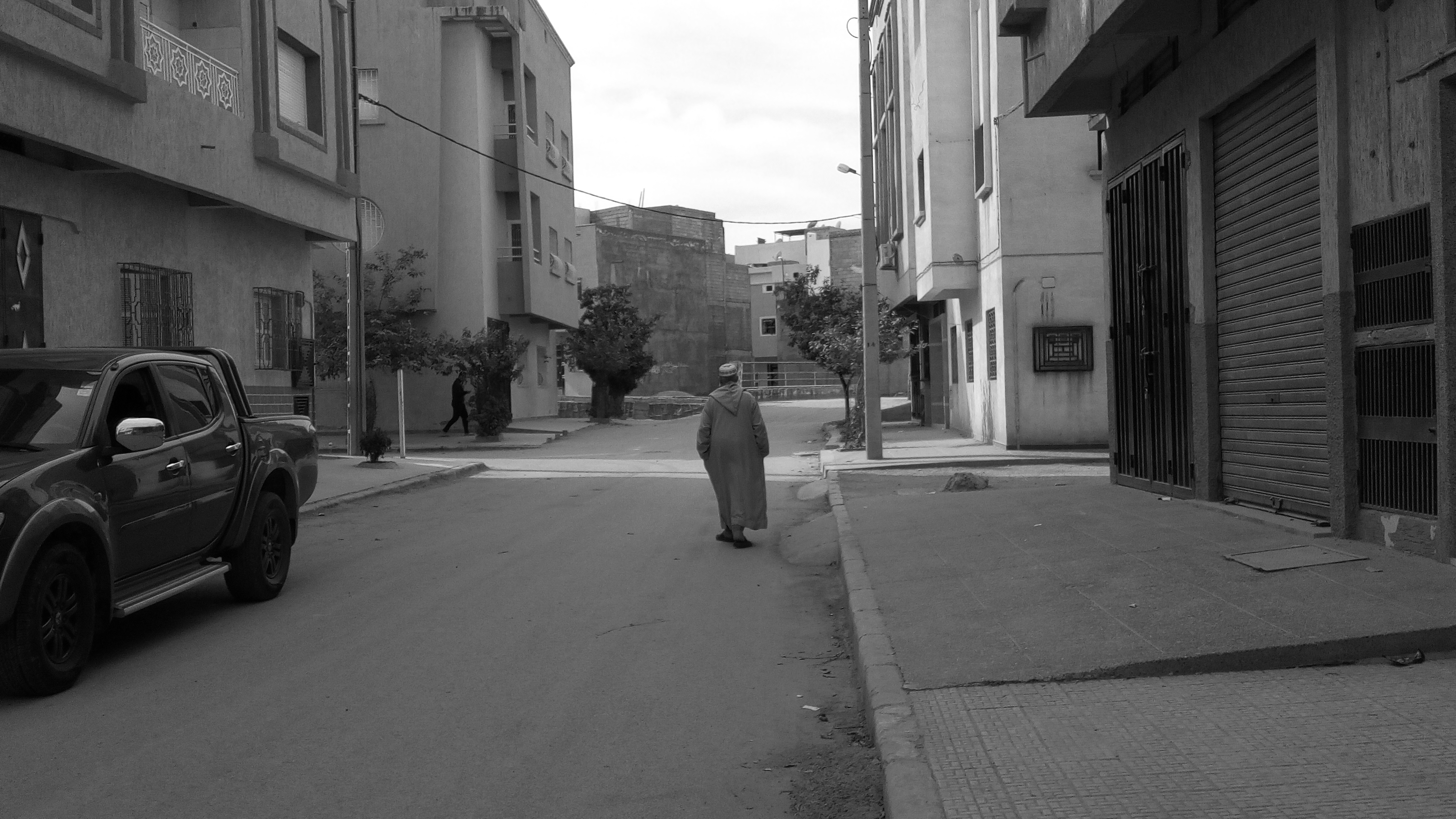
Vieil homme en jellaba dans une rue de Béni Mellal
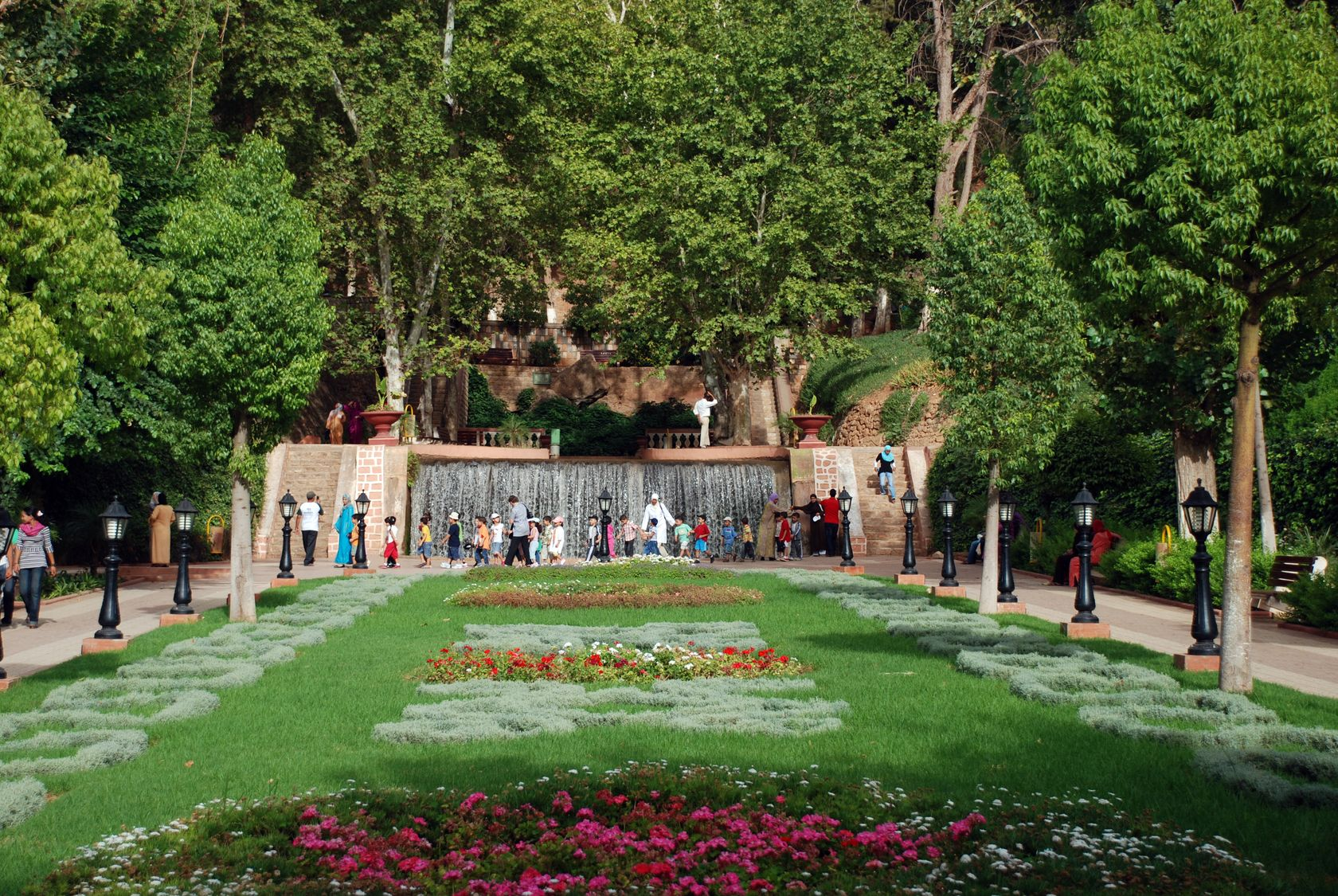
Les jardins de Aïn Asserdoun
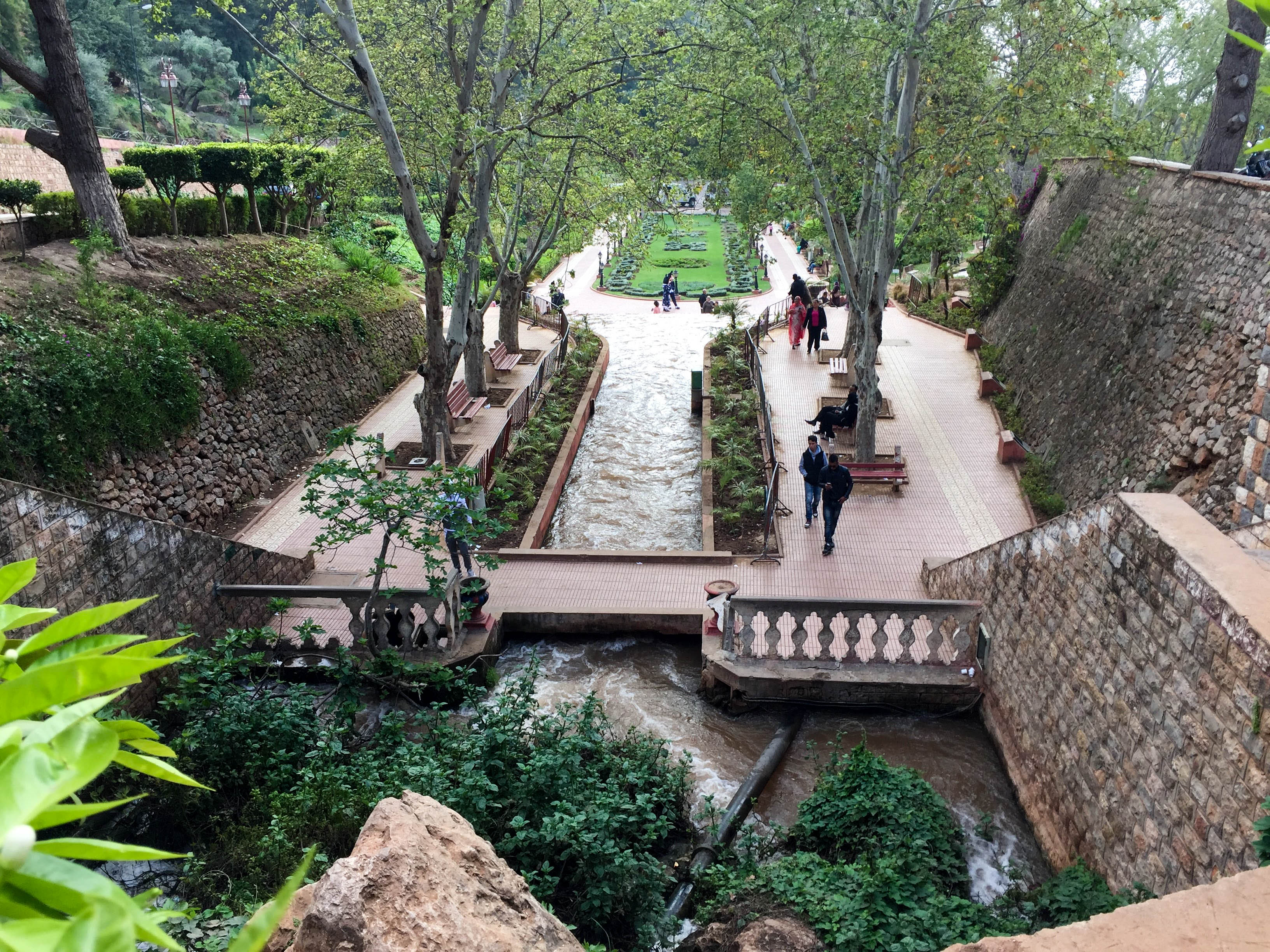
Autre vue des jardins de Aïn Asserdoun
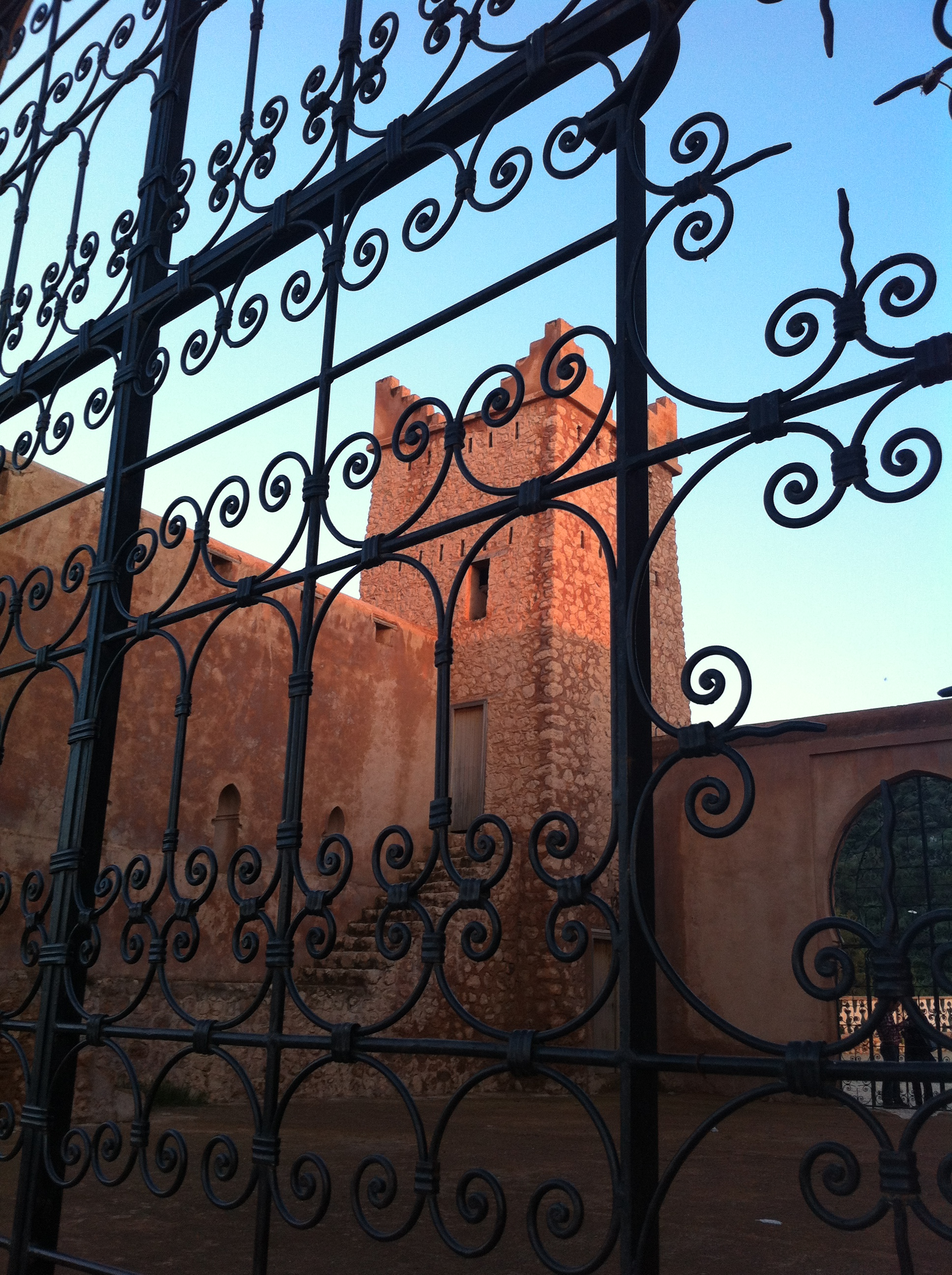
Détail de fer forgé kasbah Bel Kouch